# Kana Asumi
Kana Asumi (阿澄佳奈, Asumi Kana, née le 12 août 1983) est une chanteuse et seiyū japonaise.

## Doublage
- Canvas 2: Niji Iro no Sketch (2005), Choir member (ep 21), Waitress (ep 3)
- Tekkonkinkreet (2006), Takaramachi citizen
- Hidamari Sketch (x365, Hoshimittsu) (2007–2010), Yuno, Theme Song Performance
- Tengen Toppa Gurren Lagann (2007), Kiyal
- Shinkyoku Sōkai Polyphonica (2007), Policewoman Kusunome (ep 11)
- Bokurano (2007), Kana Ushiro
- Shugo Chara! (2007), Ran
- Prism Ark (2007), Bridget
- Rosario + Vampire (2008), Female attendant (ep 11)
- Persona: Trinity Soul (2008), Megumi Kayano
- Aria the Origination (2008), Anzu (ep 4)
- Sekirei (2008), Yukari Sahashi
- Blade of the Immortal (2008), Teahouse Girl (ep 6-8)
- Rosario + Vampire Capu2 (2008), Sumae Mizuno
- Toradora! (2008), Sakura Kanō
- Jigoku Shoujo Mitsuganae (2008), Shina Tamayo
- Shugo Chara!! Doki (2008), Ran
- Kyo no Gononi (2008), Natsumi Hirakawa
- Shin Megami Tensei: Devil Survivor (2009), Komaki Midori
- Kämpfer (2009), Kondou Mikoto
- Tales of Phantasia: Narikiri Dungeon X (2010), Mel (game)
- Angel Beats! (2010), Irie
- Working!! (2010), Taneshima Popura
- Maid Sama! (2010), Honoka
- Amagami SS (2010), Miya
- Neptune (2010), White Heart/Blanc
- Black Rock Shooter (2010), Yuu/Strength
- Que sa volonté soit faite (2011), Chihiro Kosaka
- Pretty Rhythm Aurora Dream (2011), Aira Harune
- Pretty Rhythm: Dear My Future (2012), Aira Hakune
- Haiyore! Nyaruko-san (2012), Nyaruko
- Fire Emblem: Awakening (2012), Lissa
- Devil Survivor 2 The Animation (2013), Airi Ban
- Haiyore! Nyaruko-san W (2013), Nyaruko
- Mekakucity Actors (2014), Ene
- Nisekoi (2014), Marika Tachibana
- Fire Emblem Heroes (2017), Lissa et Boyd (jeune)
- Fire Emblem Warriors (2017), Lissa
- Grand Blue (2018), Aina Yoshiwara